# Косколь (Сарикольський район)
Коско́ль (каз. Қоскөл) — село у складі Сарикольського району Костанайської області Казахстану. Входить до складу Комсомольського сільського округу.
Населення — 146 осіб (2021; 315 у 2009, 496 у 1999, 624 у 1989).